# Physikalische Zeitschrift
Physikalische Zeitschrift (в перекладі з німецької — Фізичний журнал) — німецькомовний рецензований науковий журнал, що видавався з 1899 по 1945 рік видавництвом S. Hirzel Verlag в Лейпцигу.
Журнал відомий тим, що в ньому були опубліковані декілька фундаментальних робіт з фізики, що справили великий вплив на розвиток сучасної фізики. Зокрема, саме в цьому журналі були опубліковані роботи В. Кауфмана (1902 рік) і А. Бухерера (1908 рік), в яких були представлені результати експериментів з визначення залежності інертних властивостей тіл від їх швидкості, що лягли в основу розробленої А. Ейнштейном спеціальної теорії відносності. У 1909 році Ейнштейн опублікував у Phys.Z. «Entwicklung unserer Anschauungen über das Wesen und die Konstitution der Strahlung» (Про розвиток розуміння природи та механізмів випромінювання). В різні часи редакторами журналу працювали різні учені, зокрема, Петер Дебай.